# Список памятных монет СССР (1960-е)
| полный                                               | 1960-е | 1970-е | 1980-е | 1990—1991 | 1992—… |
| • подстраницы • используемые шаблоны • править шапку |        |        |        |           |        |

| День выпуска   | Каталожный номер | Тираж и качество                                                               | Номинал (в рублях) | Металл                 | Название                                               | Аверс           | Реверс           |
| -------------- | ---------------- | ------------------------------------------------------------------------------ | ------------------ | ---------------------- | ------------------------------------------------------ | --------------- | ---------------- |
| 28 апреля 1965 | 3009-0001        | 60 000 000 - Обычное исполнение 11 250 — бриллиант-анциркулейтед и proof-like  | 1                  | медно- никелевый сплав | 20 лет победы над фашистской Германией                 | Аверс 3009-0001 | Реверс 3009-0001 |
| 1 октября 1967 | 3005-0001        | 50 000 000 - Обычное исполнение 211 250 — бриллиант-анциркулейтед              | 10 копеек          | медно- никелевый сплав | 50 лет Советской власти. Монумент покорителям космоса. | Аверс 3005-0001 | Реверс 3005-0001 |
| 1 октября 1967 | 3006-0001        | 50 000 000 - Обычное исполнение 211 250 — бриллиант-анциркулейтед              | 15 копеек          | медно- никелевый сплав | 50 лет Советской власти. Рабочий и колхозница.         | Аверс 3006-0001 | Реверс 3006-0001 |
| 1 октября 1967 | 3007-0001        | 50 000 000 - Обычное исполнение 211 250 — бриллиант-анциркулейтед              | 20 копеек          | медно- никелевый сплав | 50 лет Советской власти. Крейсер Аврора.               | Аверс 3007-0001 | Реверс 3007-0001 |
| 1 октября 1967 | 3008-0001        | 50 000 000 - Обычное исполнение 211 250 — бриллиант-анциркулейтед              | 50 копеек          | медно- никелевый сплав | 50 лет Советской власти                                | Аверс 3008-0001 | Реверс 3008-0001 |
| 1 октября 1967 | 3009-0002        | 52 500 000 - Обычное исполнение 211 250 — бриллиант-анциркулейтед и proof-like | 1                  | медно- никелевый сплав | 50 лет Советской власти                                | Аверс 3009-0002 | Реверс 3009-0002 |